# الكيلو 85
قرية الكيلو 85 هي إحدى القرى التابعة لمدينة سفاجا في محافظة البحر الأحمر في جمهورية مصر العربية، حسب إحصاءات سنة 2018، بلغ إجمالي السكان في الكيلو 85 424 نسمة، منهم 198 رجل و 226 امرأة.